# Ojerslust
Ojerslust (Willeskop 75) is de naam van een oude langhuisboerderij in Willeskop, een plaats in de gemeente Montfoort in de Nederlandse provincie Utrecht.

## Oprichting en eerste steen
De boerderij werd gebouwd in 1821 door Arend Ojers. De gevelsteen heeft het opschrift 'Ojers.Lust. Ao 1821'. Daarnaast bevindt zich in de zijgevel een eerste steen met het opschrift 'Deeze Eerste Steen Gelegd Pr Ojers JsZn 1821 26/6'. Dit is Pieter Ojers, zoon van Johannis Ojers en Jacoba Antonia Maria Röckus. Johannis was zeer waarschijnlijk een broer van Arend Ojers. Pieter legde deze steen toen hij zes jaar was.
De toevoeging 'lust' werd door Arend Ojers toegevoegd om aan te geven dat het hier een bekoorlijke boerderij betrof. Volgens een oud verhaal heeft Ojers de boerderij gebouwd met het geld dat hij in een loterij had gewonnen. De juistheid hiervan is echter niet bewezen.

## Kenmerken
Door latere veranderingen en toevoegingen is veel van de oorspronkelijkheid van Ojerslust verloren gegaan. Het rieten dak en de roedenverdeling van de vensters zijn verdwenen. Ook zijn er ernstige scheuren en bollingen in de muren ontstaan door verzakking. De oorzaak hiervan is de verlaging in het grondwaterpeil van de polder door de aanleg van het Gemaal De Pleyt. Ojerslust is gebouwd op koeienhuiden die zijn gaan rotten nadat het waterpeil is verlaagd.
De boerderij is van waarde door haar oudheid, omdat ze behoort tot de oudste boerderijen van Willeskop, en heeft enkele oude interieuronderdelen zoals de kelder en de plavuizen.
Ojerslust heeft door het Monumenten Inventarisatie Project (M.I.P.) twee sterren toegewezen gekregen. Hetgeen betekent dat de boerderij van regionaal historisch belang is.

## Bewoners
Ojerslust heeft in de loop der tijd verschillende eigenaren gehad:
| Eigenaren van Ojerslust | Eigenaren van Ojerslust                          | Eigenaren van Ojerslust |
| ----------------------- | ------------------------------------------------ | ----------------------- |
| 2018 - heden            | Johanna Petronella Anselma (Jeanneke) van Deuren | secretaresse            |
| 1974 - 2018             | Theodorus Sebastianus Antonius van den Bosch     | dierenarts              |
| 1929 - 1974             | Adrianus Gerardus Verkley                        | landbouwer              |
| ???? - 1929             | Adrianus van den Berg                            | landbouwer              |
| 1865 - ????             | Louis Charles George Bopp                        | onbekend                |
| 1821 - 1865             | Arend Ojers                                      | koopman                 |

Voor 1821 was de grond eigendom van Vicary de Buurd Kerk te Utrecht.

## Ligging

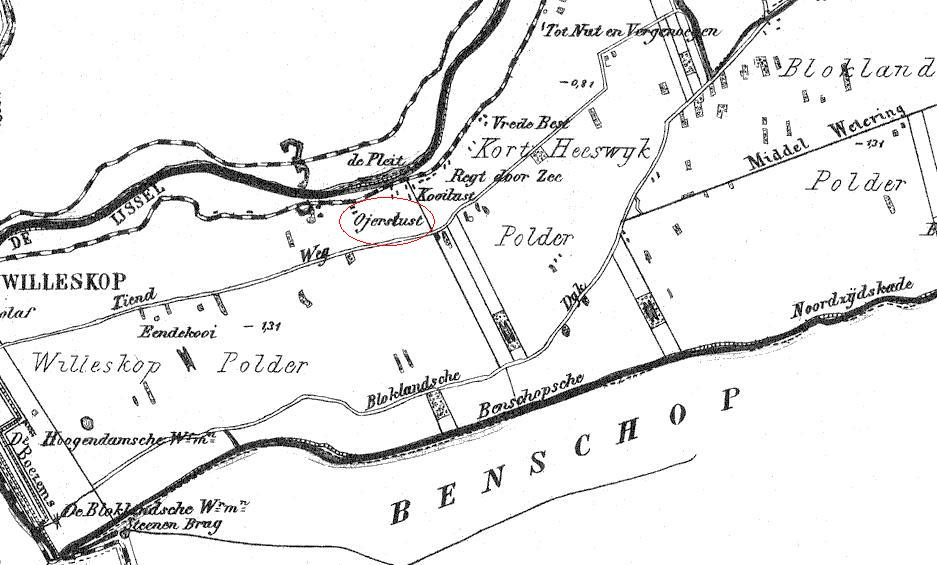
Ojerslust werd op oude kaarten al ingetekend